# ザトステロン
ザトステロン(Zatosetron, LY-277,359)は、5-HT3受容体のアンタゴニストとして作用する。経口で活性を持ち、活性時間が長く、腸管輸送の速度を刺激することなく、制吐薬としての作用を持つ。また、動物実験とヒトの臨床試験において、多量でも副作用なく、抗不安薬の作用が示された。